# Naoyuki Fujita
Naoyuki Fujita (jap. 藤田 直之 Fujita Naoyuki; ur. 22 czerwca 1987) – japoński piłkarz, były reprezentant kraju. Obecnie zawodnik Cerezo Osaka.

## Życiorys

### Kariera klubowa
W latach 2010–2015 występował w klubie Sagan Tosu. W latach 2016–2018 grał w zespole Vissel Kobe.
7 stycznia 2019 podpisał kontrakt z japońskim klubem Cerezo Osaka, umowa do 31 stycznia 2020.

### Kariera reprezentacyjna
W reprezentacji Japonii zadebiutował w 2015.

## Statystyki

### Reprezentacyjne
| Reprezentacja Japonii | Reprezentacja Japonii | Reprezentacja Japonii |
| Rok                   | Mecze                 | Gole                  |
| --------------------- | --------------------- | --------------------- |
| 2015                  | 1                     | 0                     |
| Razem                 | 1                     | 0                     |